# ناهضة مستقبل الببتيد الشبيه بالجلوكاجون-1
ناهضات مستقبل الببتيد الشبيه بالجلوكاجون-1 (بالإنجليزية: Glucagon-like peptide-1 receptor agonist)‏ هي نواهض مستقبل الببتيد 1 شبيهة الغلوكاجون. هي فئة من الأدوية والتي تُستخدم في علاج سكري النمط الثاني.